# Reichsgesetzblatt

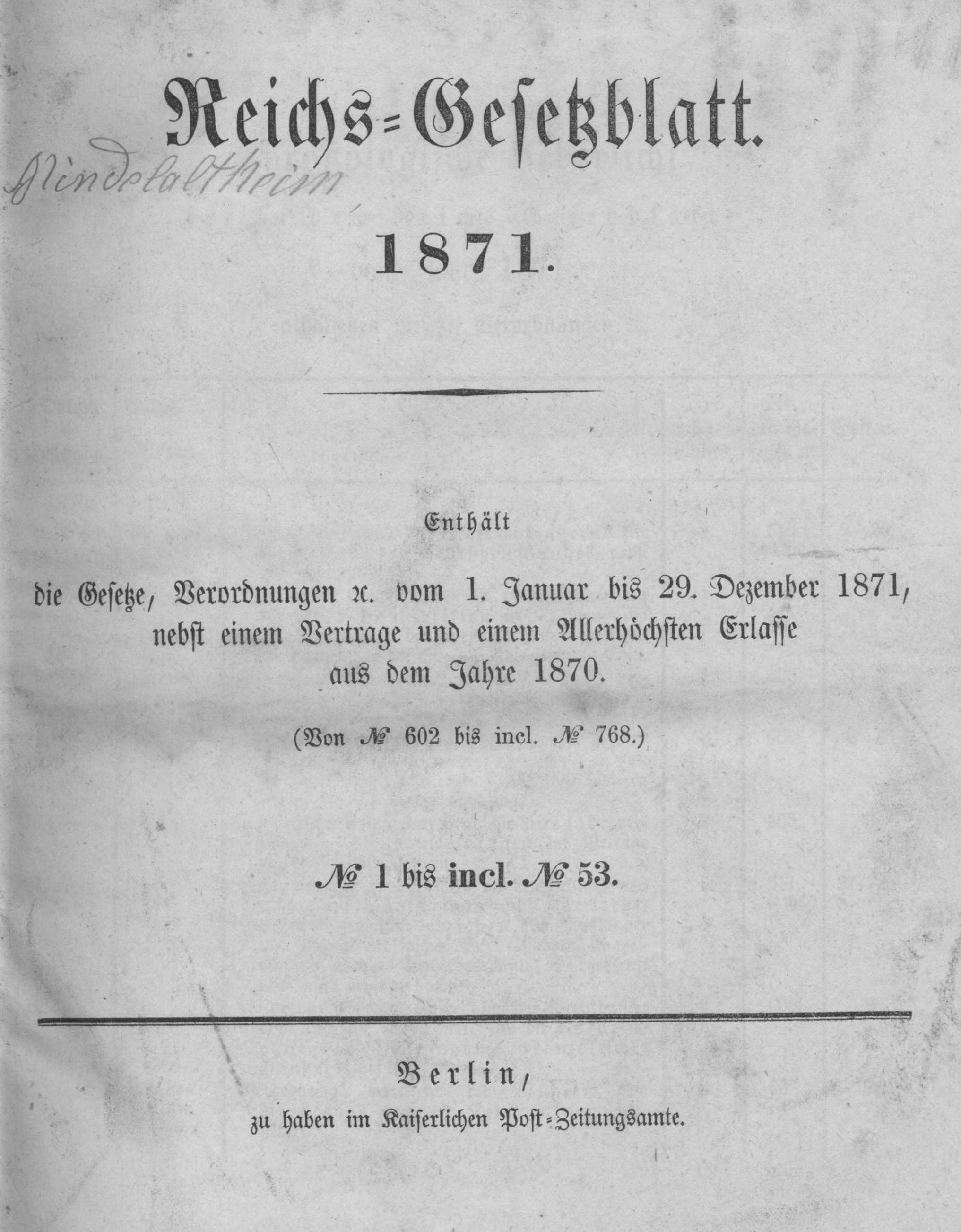
Titelseite der ersten Gesamtausgabe des Reichsgesetzblatts 1871

Das Reichsgesetzblatt (Abkürzung RGBl.) war das amtliche Verkündungsblatt des Deutschen Reiches (ab 1943 des Großdeutschen Reiches) von 1871 bis 1945 und umfasste damit das Deutsche Kaiserreich, die Weimarer Republik und das „Dritte Reich“. Zunächst wurde es vom Büro des Reichskanzlers in Berlin herausgegeben, dann vom Reichsamt des Innern und später vom Reichsministerium des Innern.
Soweit nichts anderes bestimmt war, traten Reichsgesetze erst „mit dem vierzehnten Tage nach Ablauf des Tages in Kraft, an dem das Reichs-Gesetzblatt in der Reichshauptstadt ausgegeben worden“ war.
Vorläufer des Reichsgesetzblattes waren das Bundesgesetzblatt des Norddeutschen Bundes (Erste Ausgabe 2. August 1867, letzte Ausgabe 20. Januar 1871) und das Bundesgesetzblatt des Deutschen Bundes (Erste Ausgabe 27. Januar 1871). Bereits vorher bestand ein Reichsgesetzblatt für die Frankfurter Nationalversammlung (1848/49). Die letzte Ausgabe vom Bundes-Gesetzblatt des Deutschen Bundes vom 29. April 1871 erschien am 2. Mai 1871 als Nr. 18 auf der Seite 91 des Jahrgangsbandes 1871.
Für die erste Gesamtausgabe des Reichsgesetzblatts wurden auch die Gesetze, Verordnungen, Erlasse, Bekanntmachungen und einzelne Verträge aus der Zeit des Norddeutschen Bundes und des Deutschen Bundes mit aufgenommen. Daher erschien am 8. Mai 1871 der erste Erlass vom 29. April als Ausgabe Nr. 19 auf der Seite 95 und laut Inhaltsverzeichnis als Veröffentlichung Nr. 636, da das Bundesgesetzblatt des Deutschen Bundes unter dem Namen „Reichsgesetzblatt“ im selben Band fortgeführt wurde.
Eine Zusammenfassung der jeweils gültigen Gesetze mit allen eingearbeiteten Änderungen erschien als Deutsches Reichsgesetzbuch erstmals um etwa 1900.
Ab dem 1. April 1922 erschien das Reichsgesetzblatt in zwei gesonderten Teilen: Teil I und Teil II. Im zweiten Teil wurden internationale Übereinkommen, Reichshaushaltsgesetze und Gesetze, Verordnungen etc., die u. a. den Eisenbahnverkehr, den Schiffahrtverkehr, innere Angelegenheiten des Reichstags sowie Angelegenheiten der Reichsbank betrafen, veröffentlicht. Alle übrigen Gesetze, Verordnungen etc. erschienen im Teil I.
Die letzte Ausgabe des Reichsgesetzblattes erschien am 11. April 1945 (Teil I) bzw. am 5. April 1945 (Teil II).
Im besetzten Nachkriegsdeutschland wurden die Kontrollratsdokumente durch das Amtsblatt der Kontrollkommission veröffentlicht. Ab 1949 erschienen in der Nachfolge das heute geltende Bundesgesetzblatt der Bundesrepublik Deutschland und von 1949 bis 1990 das Gesetzblatt der Deutschen Demokratischen Republik.

Ausgewählte Texte
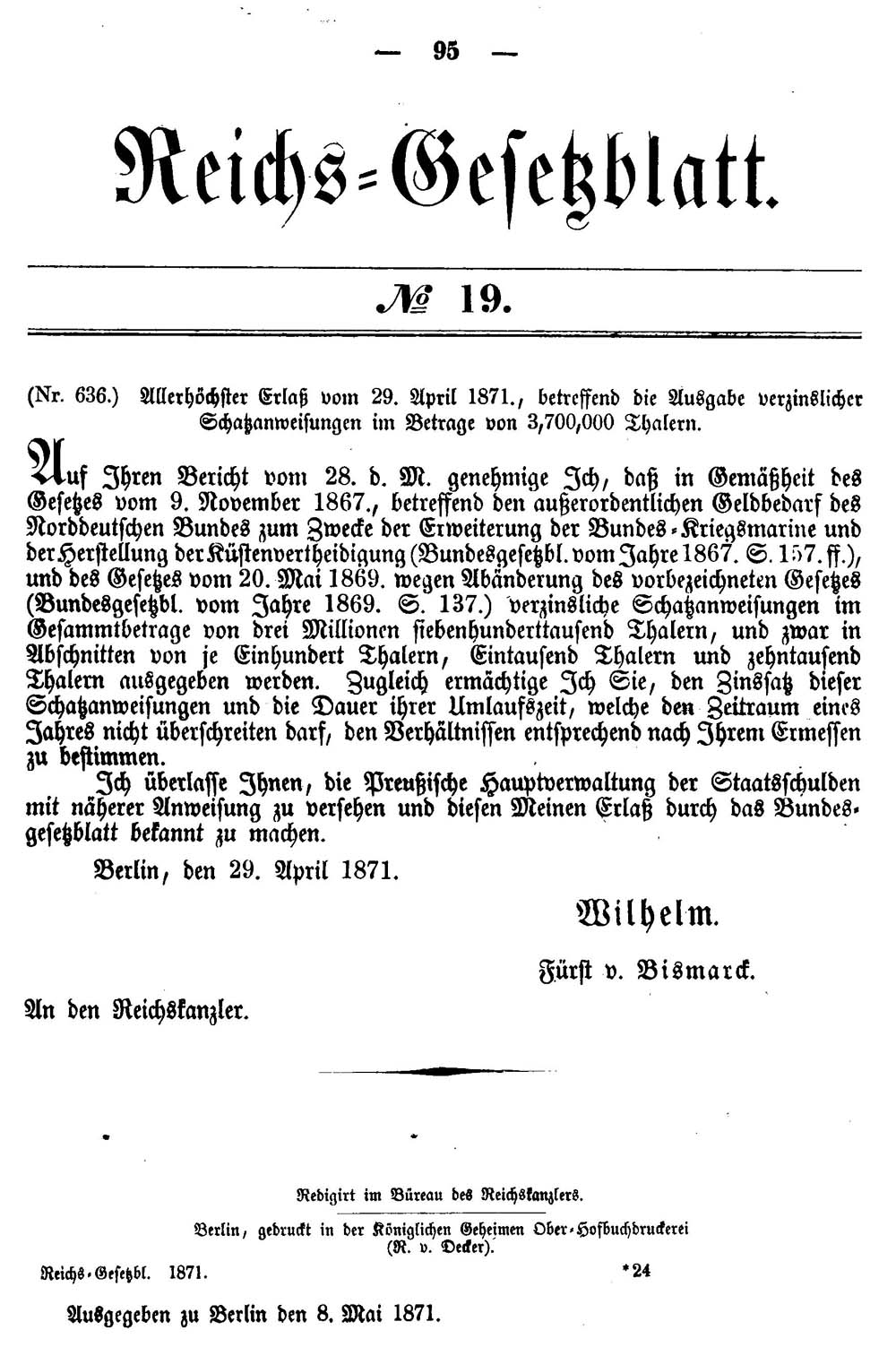
Erste Seite des Reichsgesetzblatts (RGBl. 1871, Nr. 19, S. 95)
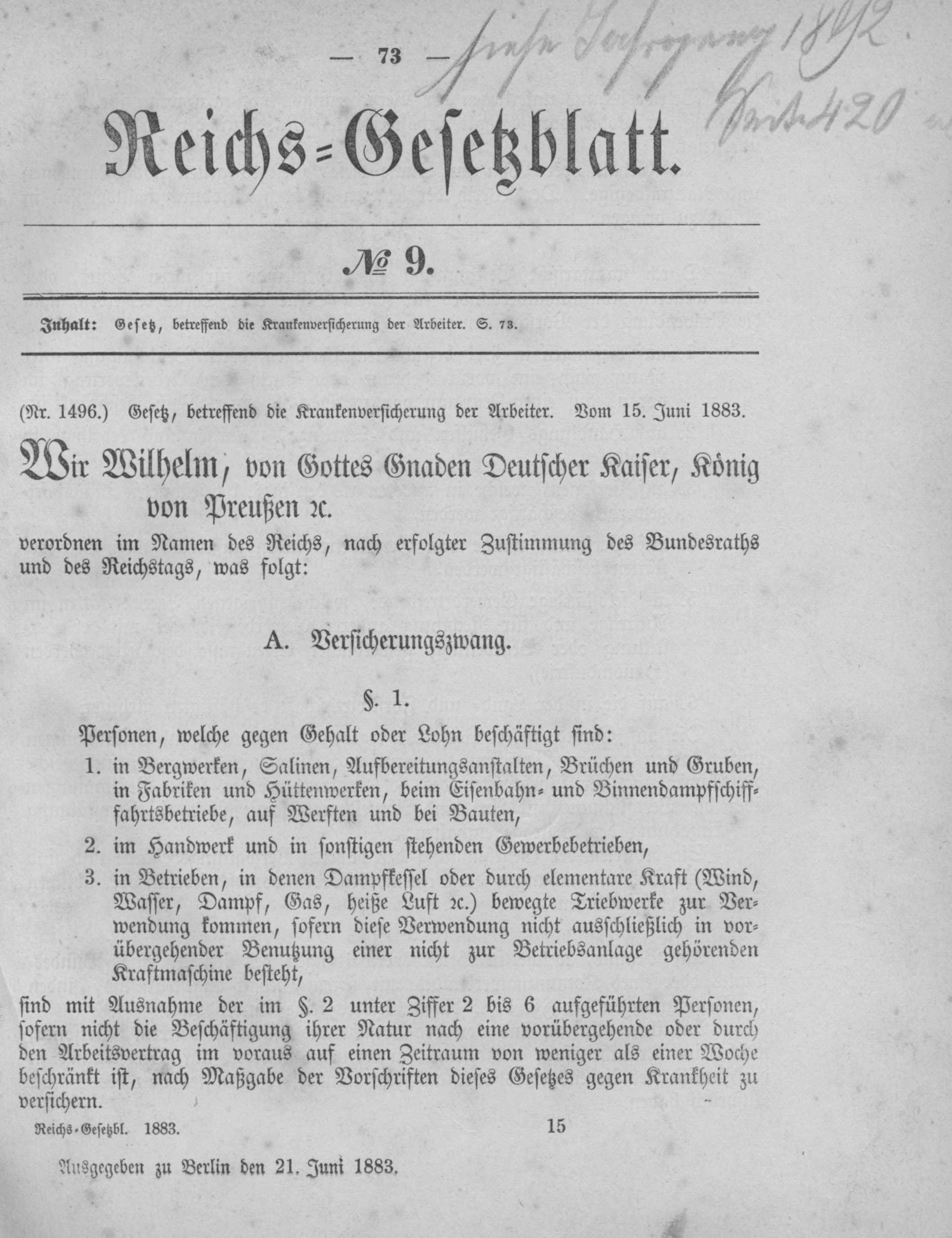
Einführung der Krankenversicherung durch das Gesetz, betreffend die Krankenversicherung der Arbeiter (RGBl. 1883, S. 73)
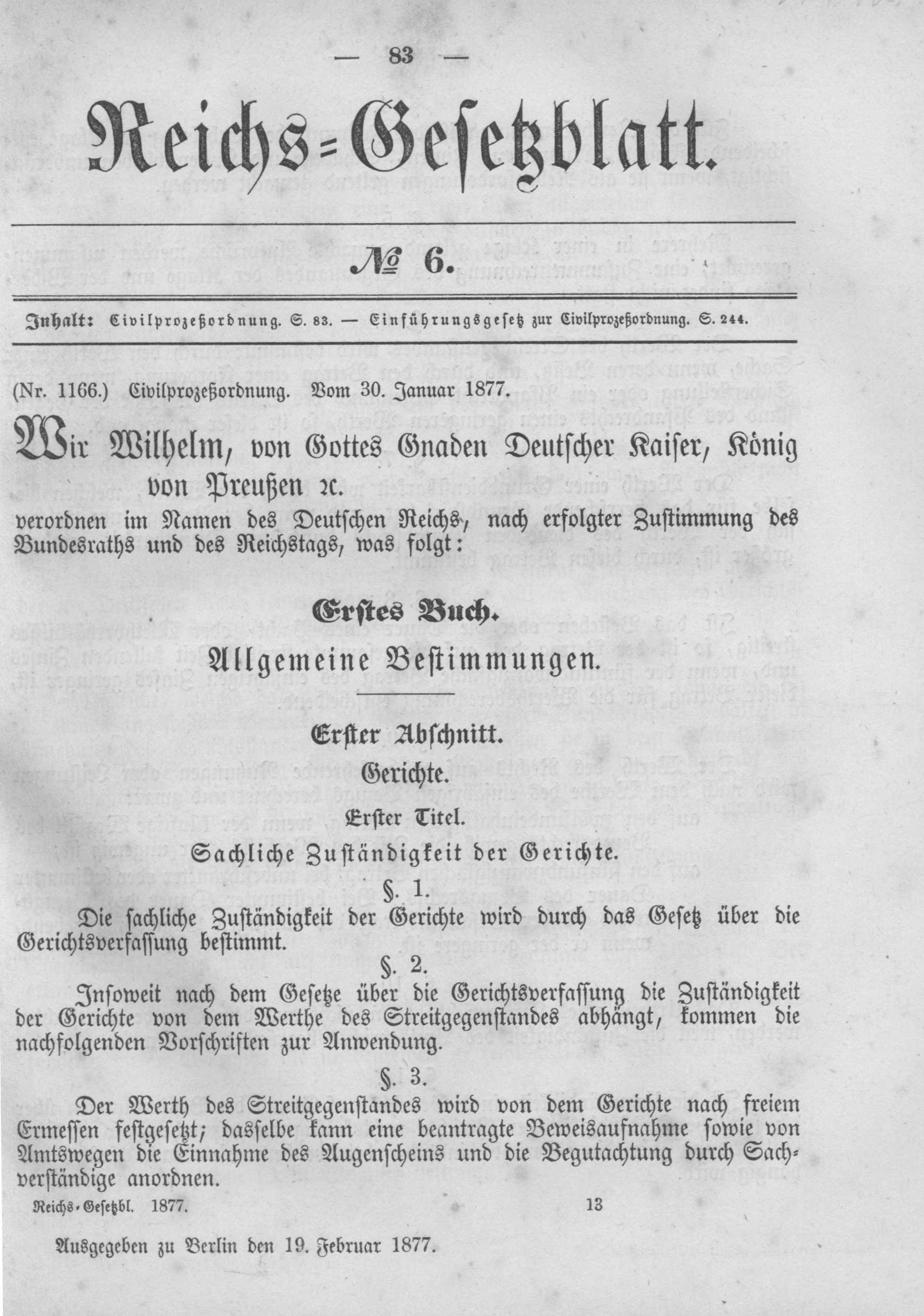
Verkündung der Zivilprozessordnung (RGBl. 1877, S. 83)
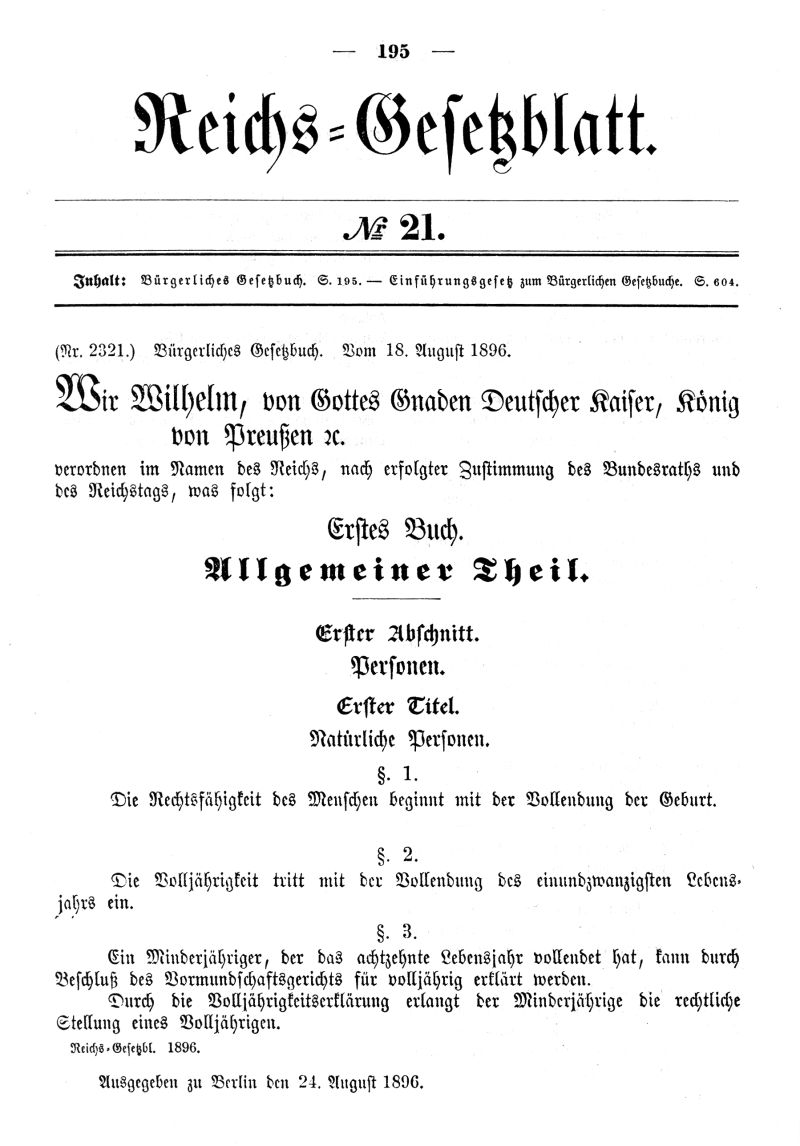
Verkündung des Bürgerlichen Gesetzbuchs (RGBl. 1896, S. 195)
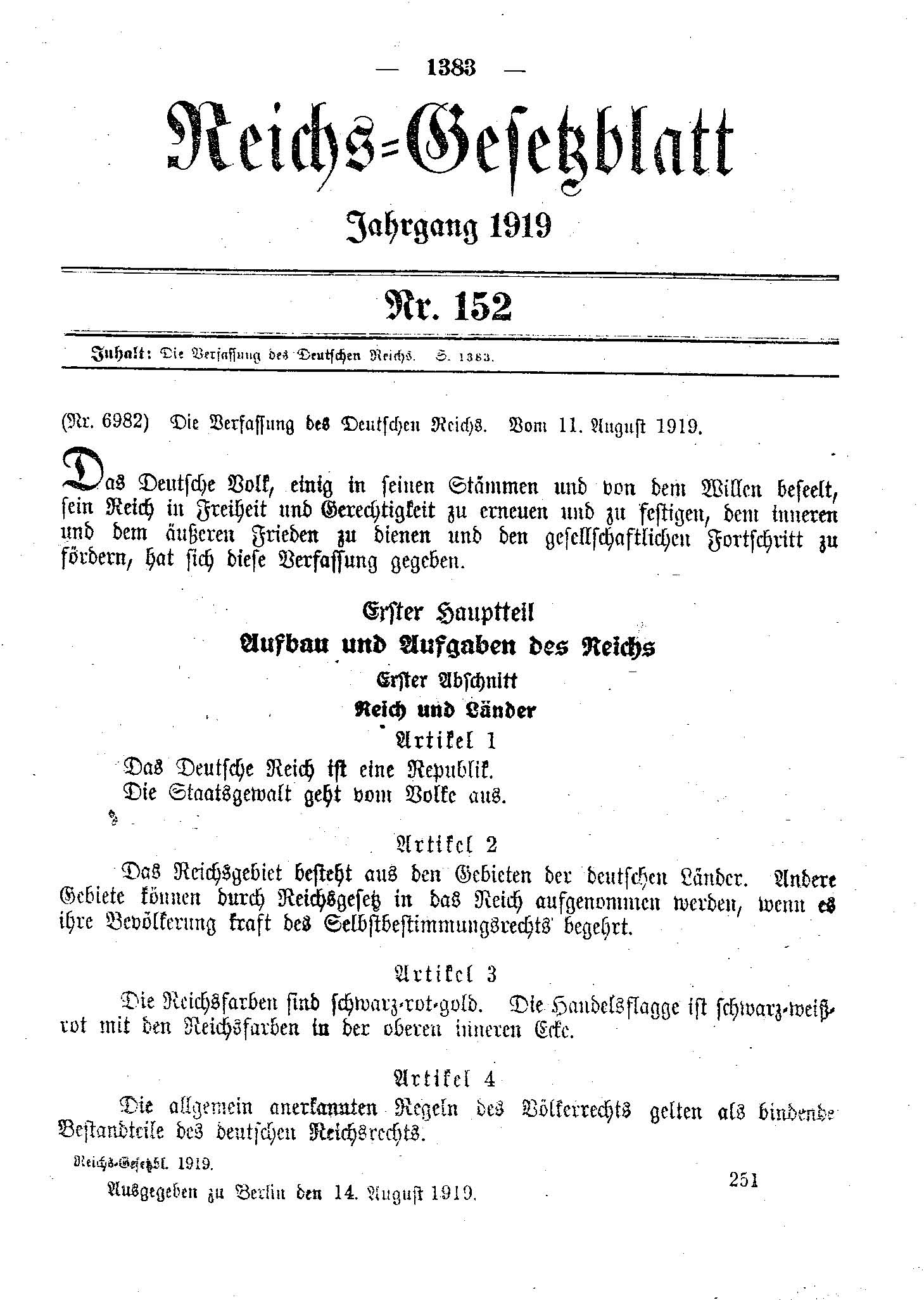
Verkündung der Weimarer Reichsverfassung (RGBl. 1919, S. 1383)
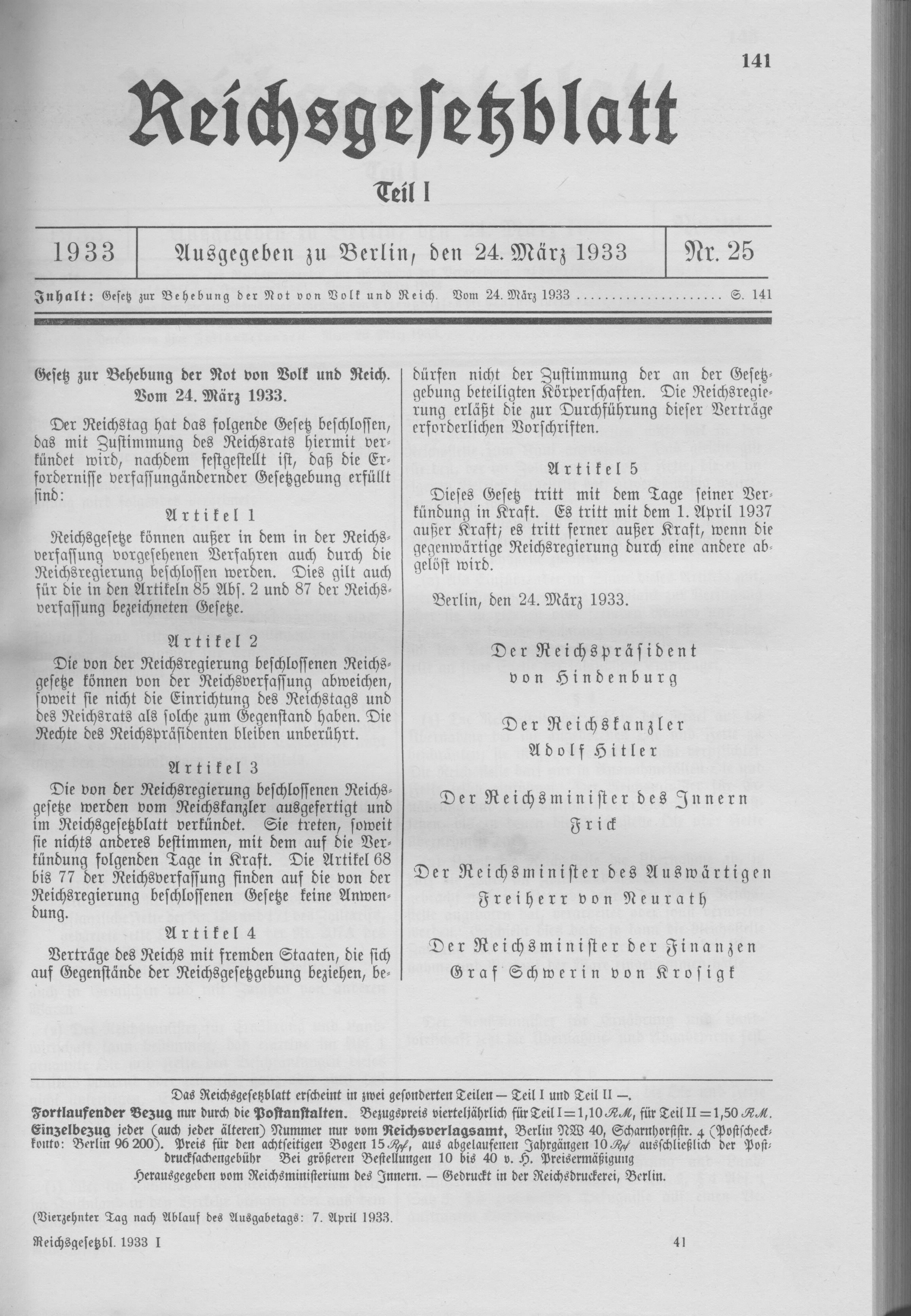
Ermächtigungsgesetz (RGBl. 1933 I, S. 141)
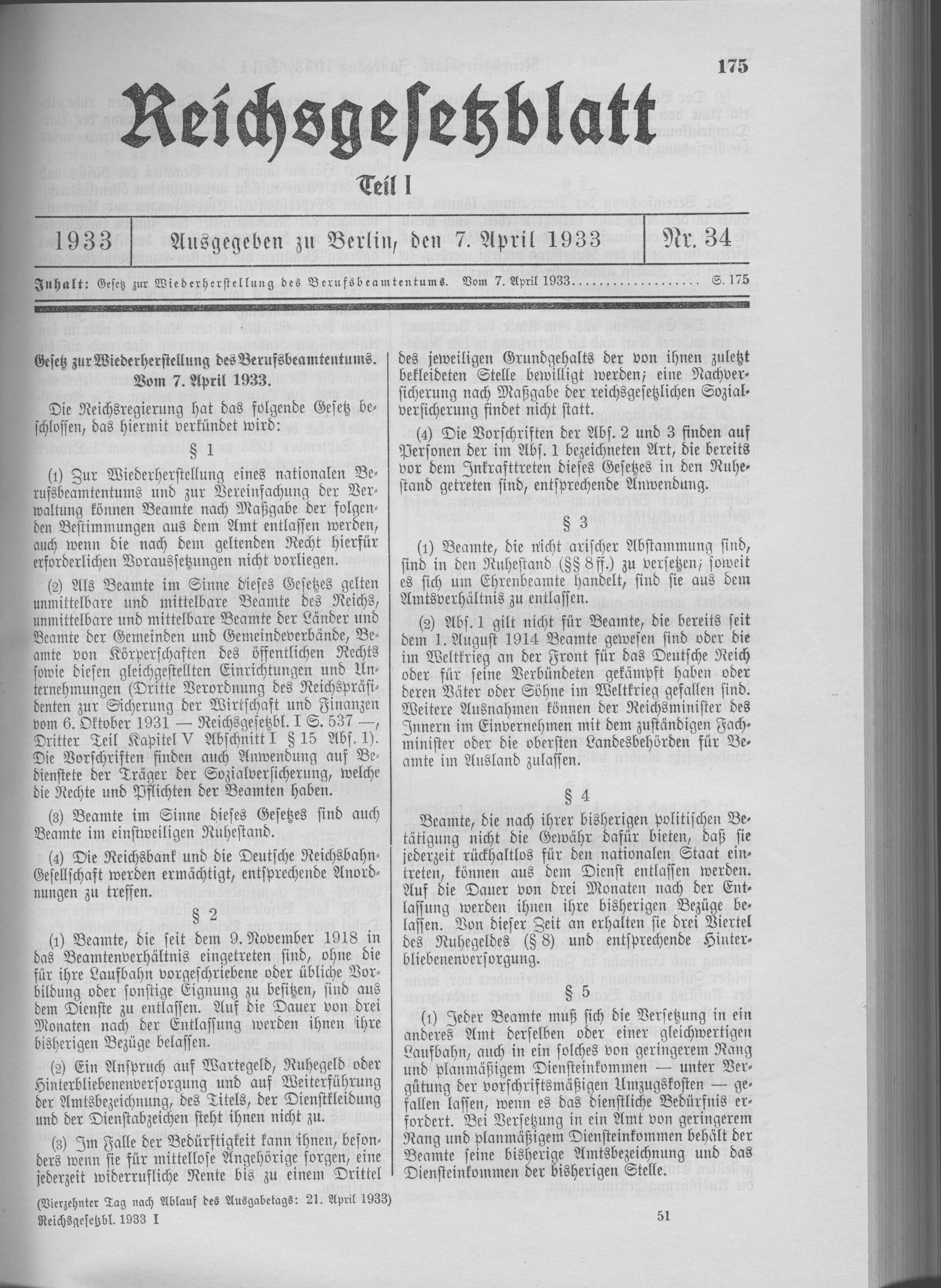
Gesetz zur Wiederherstellung des Berufsbeamtentums (RGBl. 1933 I, S. 175)
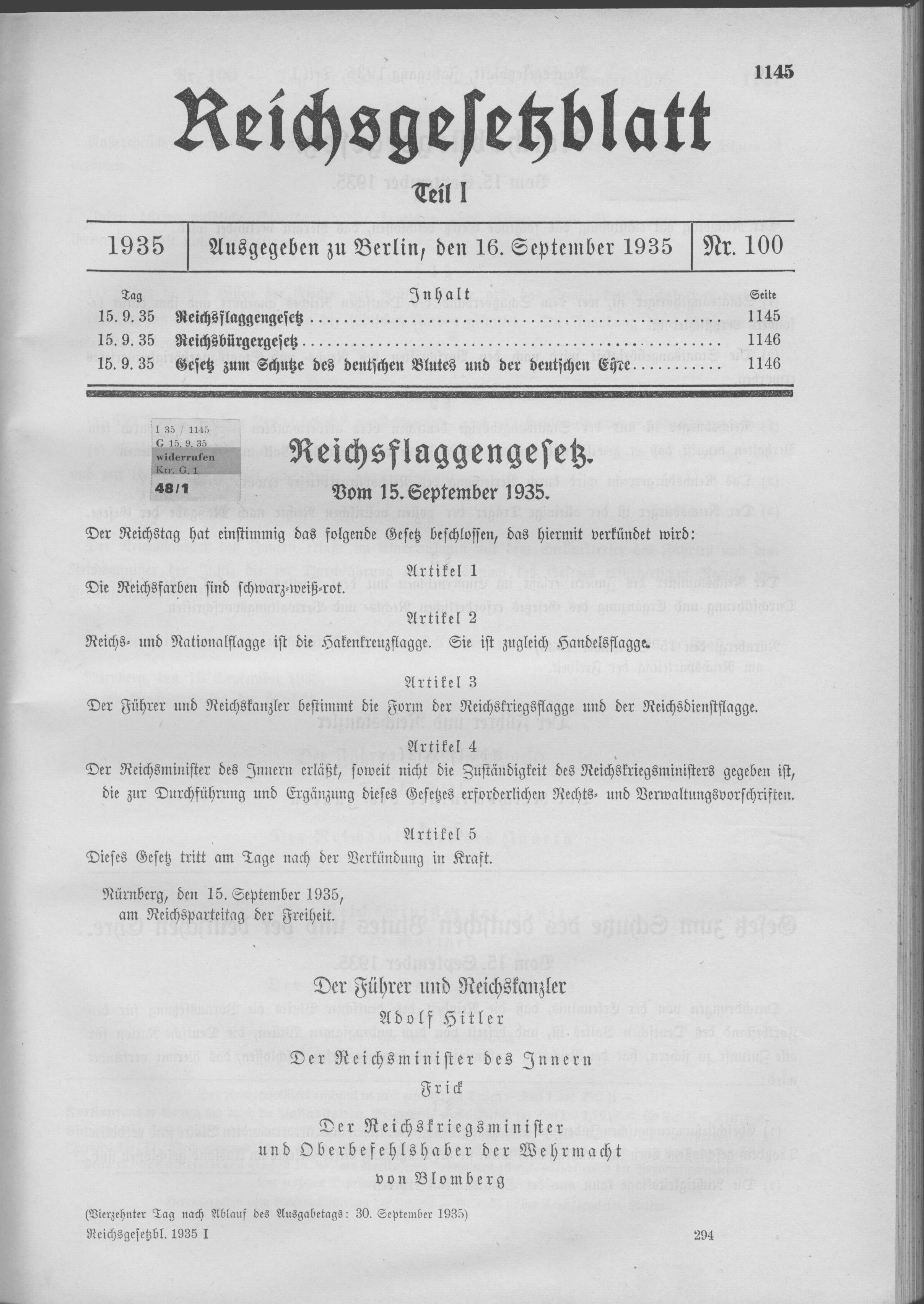
Nürnberger Rassengesetze (RGBl. 1935 I, S. 1145)
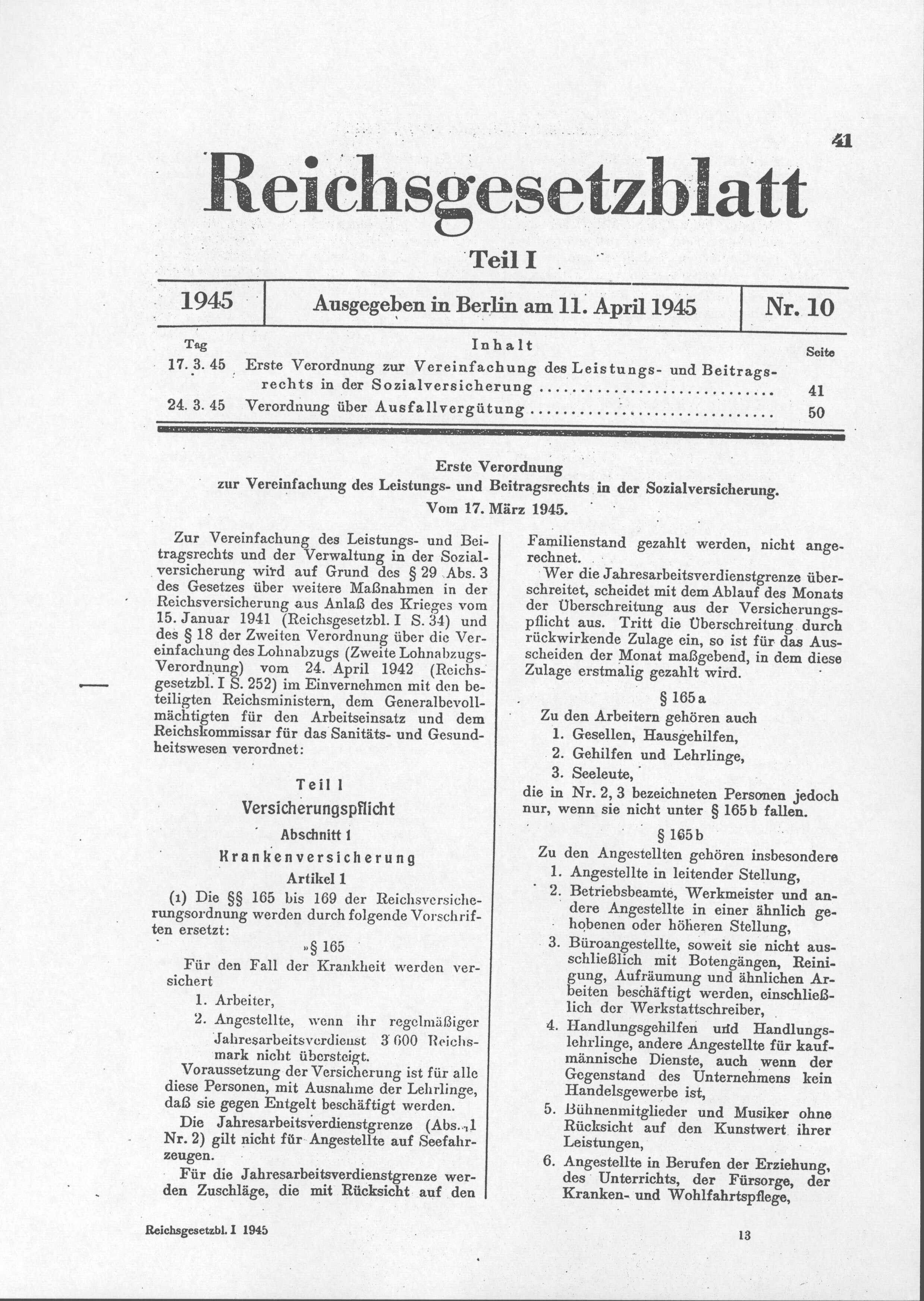
Letzte Ausgabe des Reichsgesetzblatts, Nr. 10 (RGBl. 1945 I, S. 41)